# Dorothy Canfield Fisher
Dorothy Canfield Fisher (Lawrence (Kansas), 17 febbraio 1879 – Arlington (Vermont), 9 novembre 1958) è stata una scrittrice e romanziere statunitense.

## Biografia

### Gioventù e formazione
Dorothea Frances Canfield nacque nel 1879 a Lawrence, nel Kansas. Sua madre, Flavia Camp Canfield, era un'artista e una scrittrice. Suo padre, James Hulme Canfield insegnava economia politica presso l'Università del Kansas prima di essere nominato Rettore dell'Università del Nebraska-Lincoln nel 1891. Nel 1890, Dorothy Canfield divenne amica di Willa Cather, compagna di classe di suo fratello maggiore. La famiglia si trasferì di nuovo e si stabilì a Columbus nel 1895, quando James Hulme Canfield fu nominato presidente della Ohio State University. Dorothea studiò francese e conseguì un Baccellierato nel 1899. Continuò i suoi studi presso l'Università di Parigi, prima di ottenere nel 1904 un dottorato (PhD) in lingue romanze dalla Columbia University.

### Carriera letteraria
I primi racconti di Dorothy Canfield furono pubblicati su riviste. Al fine di assistere i suoi anziani genitori, rifiutò un ruolo come professore assistente e lavorò come segretaria in una scuola sperimentale di New York. Nel 1907, sposò John Redwood Fisher, suo compagno di studi alla Columbia University, anche lui scrittore. Il primo romanzo di Dorothy, Gunhild, venne pubblicato quello stesso anno. Si trasferì con il marito ad Arlington nel Vermont.
Durante la prima guerra mondiale, John Fisher prestò servizio come volontario nelle ambulanze dell'American Field Service. Dal 1916 al 1919, la moglie si trasferì in Francia con i loro due figli e partecipò alle attività di soccorso di guerra. Da allora in poi, Canfield scrisse una dozzina di romanzi, tra i quali The Brimming Cup e The Home-Maker, che divennero bestseller negli anni '20.

## Opere

### Romanzi
- 1907: Gunhild
- 1912: The Squirrel-Cage
- 1915: The Bent Twig
- 1916: The Real Motive
- 1917: Understood Betsy
- 1918: Home Fires in France
- 1919: The Day of Glory
- 1921: The Brimming Cup
- 1922: Rough-Hewn
- 1924: The Home-Maker
- 1926: Her Son's Wife
- 1930: The Deepening Stream
- 1933: Bonfire
- 1939: Seasoned Timber

### Raccolte di novelle
- Hillsboro People (1915)
- The Real Motive (1916)
- Raw Material (1923)
- Made-to-Order Stories (1925)
- Four Square (1949)
- The Bedquilt and Other Stories (1997)

### Altre
- Corneille and Racine in England (1904) (tesi di dottorato)
- English Rhetoric and Composition (1906) – con G. R. Carpenter
- What Shall We Do Now? (with others) (1906)
- A Montessori Mother, 1912.
- A Montessori Manual (1913)
- Mothers and Children 1914.
- Self-Reliance 1916.
- Life of Christ 1923 (Storia di Cristo di Giovanni Papini, liberamente tradotta dall'italiano da Dorothy Canfield Fisher)
- Why Stop Learning? (1927)
- Work: What It Has Meant to Men through the Ages (1931) (Homo faber: storia del concetto di lavoro nella civiltà occidentale di Adriano Tilgher, tradotto dall'italiano da Dorothy Canfield Fisher).
- Tourists Accommodated 1932.
- Nothing Ever Happens and How It Does 1940. (con Sarah N. Cleghorn)
- Tell Me a Story 1940.
- Our Young Folks 1943.
- American Portraits 1946.
- Paul Revere and the Minute Men 1950.
- Our Independence and the Constitution 1950.
- A Fair World for All 1952.
- Vermont Tradition 1953.
- Memories of Arlington, Vermont 1957.
- And Long Remember 1959.